# Резонансы
Резонанс (резонон) — короткоживущие возбуждённые состояния адронов. Большинство известных частиц являются резонансами.
Время жизни резонансов: 10−22—10−24 с, поэтому их невозможно наблюдать непосредственно в виде треков на детекторах. Они определяются как пики в полном сечении образования вторичных частиц:
{\displaystyle \sigma (E)=\sigma _{0}{\frac {\left({\frac {\Gamma }{2}}\right)^{2}}{(E-E_{0})^{2}+\left({\frac {\Gamma }{2}}\right)^{2}}}}
Максимальное сечение {\displaystyle \sigma (E_{0})=\sigma _{0}} соответствует резонансу с энергией {\displaystyle E_{0}} и шириной {\displaystyle \Gamma }. Ширина резонанса, выражаемая в единицах энергии соответствует его среднему времени жизни {\displaystyle \tau }:
{\displaystyle \tau ={\frac {\hbar }{\Gamma }}}
Резонансы аналогичны возбуждённым состояниям атома: когда электрон поглощает энергию и переходит на другой более высокий энергетический уровень. Подобные возбуждённые состояния, называемые изомерами, существуют и у атомных ядер. Аналогично электрону в атоме или нуклону в ядре, кварки, получая достаточную порцию энергии, также переходят на другой энергетический уровень. Обычные же (метастабильные) частицы при этом являются основными состояниями кварковой системы. Соответственно, резонансы можно описывать спектральными термами {\displaystyle n^{2S+1}L_{J}}, где:
- {\displaystyle n} — главное квантовое число,
- {\displaystyle S} — спиновое квантовое число (0 или 1 — для мезонов, 1⁄2 или 3⁄2 — для барионов),
- {\displaystyle L} — орбитальное квантовое число,
- {\displaystyle J=|L\pm S|} — внутреннее квантовое число (соответствует спину самого резонанса).

В отличие от электрического поля внутри атома, теория которого довольно проста, кварки находятся в глюонном поле, расчёт которого представляет довольно большую сложность. Поэтому крайне сложно заранее предсказать спектр возбуждения кварковой системы, хотя в большинстве случаев он хорошо описывается теорией полюсов Редже. Также среди резонансов, помимо чистых {\displaystyle q{\tilde {q}}} и {\displaystyle qqq} состояний, встречаются также системы с дополнительными кварками (тетракварк, пентакварк) и глюонной примесью (глюбол). В связи с этим каждый новый резонанс до сих пор является своего рода сюрпризом для физиков.

## Номенклатура резонансов
Резонансы обозначаются как и обычные частицы, но за символом в скобках указывается их масса в МэВ. Раньше символ резонанса дополнялся звёздочкой, но сейчас она редко используется.
Для нейтральных мезонов, тетракварков, экзотических мезонов и их резонансов принята следующая схема обозначения:
| {\displaystyle I}   | Кварковый состав | J PC                         | J PC                  | J PC                          | J PC                      |
| {\displaystyle I}   | Кварковый состав | (0, 1…)− +                   | (0, 1…)+ −            | (0, 1…)− −                    | (0, 1…)+ +                |
| {\displaystyle I=1} | {\displaystyle \mathrm {u{\tilde {u}}} } и {\displaystyle \mathrm {d{\tilde {d}}} }                                               | {\displaystyle \pi }         | {\displaystyle b}     | {\displaystyle \rho }         | {\displaystyle a}         |
| {\displaystyle I=1} | {\displaystyle \mathrm {c{\tilde {c}}} }                                                                                          | {\displaystyle \Pi _{c}}     | {\displaystyle Z_{c}} | {\displaystyle R_{c}}         | {\displaystyle W_{c}}     |
| {\displaystyle I=1} | {\displaystyle \mathrm {b{\tilde {b}}} }                                                                                          | {\displaystyle \Pi _{b}}     | {\displaystyle Z_{b}} | {\displaystyle R_{b}}         | {\displaystyle W_{b}}     |
| {\displaystyle I=1} | {\displaystyle \mathrm {t{\tilde {t}}} }                                                                                          | {\displaystyle \Pi _{t}}     | {\displaystyle Z_{t}} | {\displaystyle R_{t}}         | {\displaystyle W_{t}}     |
| {\displaystyle I=0} | {\displaystyle \mathrm {u{\tilde {u}}} }, {\displaystyle \mathrm {d{\tilde {d}}} } и/или {\displaystyle \mathrm {s{\tilde {s}}} } | {\displaystyle \eta ,\eta '} | {\displaystyle h,h'}  | {\displaystyle \omega ,\phi } | {\displaystyle f,f'}      |
| {\displaystyle I=0} | {\displaystyle \mathrm {c{\tilde {c}}} }                                                                                          | {\displaystyle \eta _{c}}    | {\displaystyle h_{c}} | {\displaystyle J/\psi ,\psi } | {\displaystyle \chi _{c}} |
| {\displaystyle I=0} | {\displaystyle \mathrm {b{\tilde {b}}} }                                                                                          | {\displaystyle \eta _{b}}    | {\displaystyle h_{b}} | {\displaystyle \Upsilon }     | {\displaystyle \chi _{b}} |
| {\displaystyle I=0} | {\displaystyle \mathrm {t{\tilde {t}}} }                                                                                          | {\displaystyle \eta _{t}}    | {\displaystyle h_{t}} | {\displaystyle \theta }       | {\displaystyle \chi _{t}} |